# B-univ
B-univとは、セガのゲームミュージックをアレンジ・演奏する音楽ユニット。正式名称は「Baby-Univers」。

## メンバー
- 並木晃一（ギター、プログラミング）
- 光吉猛修（キーボード、ヴォーカル）

## 略歴
1993年、並木と光吉が参加していた前身の「S.S.T.BAND」と並行して、プロジェクトを始動。同年8月のゲームミュージックフェスティバルをもってS.S.T.BANDは解散、同年12月に東芝EMI・ユーメックスレーベルから、アルバム『VIRTUA RACING & OUTRUNNERS』でデビュー。
レコーディングには元S.S.T.BANDのメンバーである熊丸久徳のほか、村上“Ponta”秀一、そうる透、櫻井哲夫、ホッピー神山、大友良英などのミュージシャンが参加。ほかにも、ヴォーカルに同じセガのサウンド担当であるデヴィッド・ライツィー、作詞・アレンジに畑亜貴らが参加している。
1994年1月22日には、西麻布のクラブ「YELLOW」で行われたイベント「SEGA VIRTUA NIGHT!!!」でライブ。
『バーチャファイター』『デイトナUSA』といった当時のヒット作を題材に、約一年間でシングル1枚・アルバム4枚をリリース。KBS京都ラジオ「B-univ・バーチャファクトリー」のパーソナリティ（アシスタントは当時女子大生だった池澤春菜）を担当するなど、順調な活動を見せていたが、翌1995年に並木がセガを退社。その後B-univとしての活動は見られず、わずか一年余りで活動休止となった。

## 作品

### シングル
- 『VIRTUA FIGHTER AKIRA/KAGE』1994年1月19日（東芝EMI）

### アルバム
- 『VIRTUA RACING & OUTRUNNERS』1993年12月15日（東芝EMI）
- 『VIRTUA FIGHTER 最強の戦士』1994年3月23日（東芝EMI）
- 『DAYTONA USA』1994年5月25日（東芝EMI）
- 『Virtua Fighter "SEGA SATURN" IMAGE by B-univ NEO RISING』1994年12月21日（東芝EMI）

### ビデオ
- 『CGMV VIRTUA FIGHTER』1994年2月23日（東芝EMI）
- 『DAYTONA USA CGMV』1994年7月20日（東芝EMI）